# RWD-10
Le RWD-10 était un avion de voltige aérienne polonais monoplan à aile parasol, conçu par l'équipe RWD et utilisé en Pologne de 1933 à 1939.

## Historique
Le RWD-10 fut conçu à partir de 1933 comme avion de voltige monoplace pouvant aussi être utilisé comme avion d'entraînement par les pilotes militaires de chasseurs. Son concepteur en chef était Jerzy Drzewiecki (en) de l'équipe RWD, dans les ateliers de Doświadczalne Warsztaty Lotnicze (en) (DWL) à Varsovie. Sa silhouette était similaire à celle du RWD-8. Le premier prototype, immatriculé SP-ALC, effectua son premier vol depuis l'aéroport d'Okecie en juillet 1933, piloté par Drzewiecki. Sa stabilité en vol n'était pas extraordinaire et rendait l'exécution de figures acrobatiques assez dangereuse, mais après quelques modifications — dont l'allongement du fuselage — et la fabrication d'un deuxième prototype, il se montra être un avion réussi, achevant les essais du gouvernement en 1935. Lors d'un combat aérien simulé avec le chasseur PZL P.11, le RWD-10 parvint à rester sur ses arrières, démontrant alors une excellent manœuvrabilité en combat rapproché. La première représentation acrobatique en public du RWD-10 prit place pendant la Coupe aéronautique Gordon Bennett, qui se déroula les 14 et 15 septembre 1935 à Varsovie.
En 1937, l'organisation paramilitaire de défense territoriale LOPP (en) commanda 20 exemplaires de l'avion, grâce à une levée de fonds publics pour le développement de l'aviation. D'une conception légèrement modifiée, ils furent produits la même année puis répartis entre les divers aéroclubs du pays — la majeure partie atterrissant au sein de l'aéroclub de Varsovie —, où ils furent utilisés pour l'entraînement des pilotes de chasse de l'armée polonaise. En 1938, deux exemplaires supplémentaires furent produits. En tout, approximativement 22 exemplaires de série de l'avion furent produits.
Trois appareils s'écrasèrent avant le début de la Seconde Guerre mondiale, le reste étant probablement détruit pendant l'invasion de la Pologne, qui démarra en septembre 1939. En septembre 1939 un exemplaire, immatriculé SP-BLZ, effectua quelques vols de liaison.

## Caractéristiques
Le RWD-10 était un monoplan monomoteur monoplace à aile parasol de style conventionnel. Sa construction était mixte : son fuselage était constitué d'une structure en métal (chrome-molybdène) recouverte de toile, sa section avant recouvrant le moteur et étant recouverte de panneaux en aluminium. Les ailes étaient rectangulaires en bois à deux longerons, recouvertes de toile et de contreplaqué à l'avant. Elles étaient soutenues par une pyramide centrale et deux renforts doubles. L'empennage était recouvert de contreplaqué, pour les plans fixes horizontaux, et de toile pour les parties mobiles (gouvernes de lacet et de profondeur).
Le pilote était assis dans un cockpit ouvert. Le train d'atterrissage était conventionnel avec un patin à l'arrière. Le RWD-10 était propulsé par un par un moteur à 4 cylindres en ligne inversés refroidis par air PZInż. Junior (en) — fabriqué sous licence —, d'une puissance maximale de 120 ch (90 kW) au décollage et de 110 ch (82 kW) en régime continu, entraînant une hélice bipale Szomański à pas fixe en bois. La capacité en carburant était de 54 litres, stockés dans un réservoir dans le fuselage. La consommation était de 25 l/h, ce qui donnait à l'avion une autonomie de 360 km.

## Utilisateurs
- Pologne :
  - Aéroclub de Pologne (en) ;
  - LOPP (en).

## Spécifications techniques
Données de Polskie konstrukcje lotnicze 1893-1939
Caractéristiques générales
- Équipage : 1 pilote-instructeur
- Charge utile : 125 kg
- Longueur : 6,2 m
- Envergure : 7,5 m
- Hauteur : 1,9 m
- Surface alaire : 9 m2
- Masse à vide : 350 kg
- Masse typique : 475 kg
- Masse maximale au décollage : 810 kg
- Moteur : 1   Moteur à pistons à 4 cylindres en ligne inversés refroidis par air PZInż. Junior (en) de 120 ch (90 kW)
- Carburant : 54 litres

 Performances 
- Vitesse maximale : 218 km/h
- Vitesse de croisière : 180 km/h
- Vitesse de décrochage : <95 km/h
- Distance franchissable : 360 km
- Plafond : 6 000 m
- Vitesse ascensionnelle : 372 m/min
- Charge alaire : 53 kg/m2
- Rapport poids-puissance : 2,92 kg/ch

- Course de décollage : 70 m
- Course d'atterrissage : 100 m